# Gruppo Sportivo Salvarani
Il Gruppo Sportivo Salvarani nacque come associazione ciclistica a Baganzola, frazione di Parma, il 26 novembre 1962 da un'idea dei fratelli Salvarani (Renzo Salvarani, Emilio, Antonio, Gianni, Luigi e Mario), titolari dell'omonima azienda costruttrice di cucine componibili. I sei fratelli, oltre ad essere appassionati sportivi, scoprirono i vantaggi della sponsorizzazione pubblicitaria sportiva e unirono il nome della loro azienda a quella del rispettivo gruppo sportivo, già dall'anno prima anche con una squadra di calcio, che divenne parte del progetto avviato nel 1968 dal direttore sportivo del gruppo, Ermes Ghidini, e da un importante imprenditore edile della zona, Ermes Foglia, e prese il nome di A.C. Parmense, e successivamente di Parma A.C.
Dopo calcio, ciclismo, e pallacanestro (con il Basket Parma), il Gruppo Sportivo Salvarani nel 1964 aggiunse anche una squadra di pallavolo nella propria polisportiva, avviando una collaborazione con la squadra universitaria della città (il CUS Parma Pallavolo). L'azienda divenne poi basilare nello sviluppo del baseball cittadino con la sponsorizzazione del Parma Baseball con il marchio "Germal" vittorioso in Italia e in Europa nella seconda metà degli anni '70.
Le squadre del Gruppo sono state:
- Salvarani Golese (calcio) (1961-1968) che diverrà poi A.C. Parmense e in seguito Parma A.C.
- Salvarani (ciclismo) (1962-1972)
- Salvarani Parma (pallacanestro) (1962-1970)
- Salvarani Parma (pallavolo) (1964-1968)
- Germal Parma (baseball) (1976-1980)